# Грб Есватинија
Грб Есватинија је званични хералдички симбол афричке државе Краљевине Есватини. Грб приказује различите мотиве из традиционалне свазиландске културе. 

## Опис
Састоји се од штита којег придржавају лав и слон. Лав је симбол краља, односно владара државе, а слон симбол краљице-мајке. Лав и слон придржавају плави штит на којему је приказан традиционални Нгуни штит, симбол заштите. Изнад штита стоји традиционална краљевска круна од перја (лидлабе), која се носи у неким традиционалним церемонијама. 
Испод штита протеже се трака са државним геслом „Ми смо шума“ („Siyinqaba“).